# Ǟ
Cette page contient des caractères spéciaux ou non latins. S’ils s’affichent mal (▯, ?, etc.), consultez la page d’aide Unicode.
Ǟ (minuscule : ǟ), appelé A tréma macron, est un graphème utilisé dans l’écriture du live et du tutchone du Sud.
Il s’agit de la lettre A diacritée d’un tréma et d’un macron.

## Utilisation
En live, ‹ ǟ › se prononce /æː/ — ‹ ä › représente le son /æ/ et le macron indique la longueur.

## Représentations informatiques
Le A tréma macron peut être représenté avec les caractères Unicode suivants :
- décomposé et normalisé NFC (latin étendu B) :

| formes    | représentations | chaînes de caractères | points de code | descriptions                              |
| --------- | --------------- | --------------------- | -------------- | ----------------------------------------- |
| capitale  | Ǟ               | Ǟ                     | U+01DE         | lettre majuscule latine a tréma et macron |
| minuscule | ǟ               | ǟ                     | U+01DF         | lettre minuscule latine a tréma et macron |

- décomposé et normalisé NFD (latin de base, diacritiques) :

| formes    | représentations | chaînes de caractères | points de code       | descriptions                                                   |
| --------- | --------------- | --------------------- | -------------------- | -------------------------------------------------------------- |
| capitale  | Ǟ               | A◌̈◌̄                   | U+0041 U+0308 U+0304 | lettre majuscule latine a diacritique tréma diacritique macron |
| minuscule | ǟ               | a◌̈◌̄                   | U+0061 U+0308 U+0304 | lettre minuscule latine a diacritique tréma diacritique macron |